# Henri Wallon (psicólogo)
Henri Paul Hyacinthe Wallon (Paris, 15 de junho de 1879 - Paris, 1 de dezembro de 1962) foi um filósofo, médico, psicólogo e político francês. Foi neto do político francês Henri-Alexandre Wallon

## Biografia
Henri Wallon nasceu em 15 de junho de 1879, em Paris, filho de Paul Alexandre Joseph e neto de Henri-Alexandre Wallon. Tornou-se bem conhecido por seu trabalho científico sobre Psicologia do Desenvolvimento, devotado principalmente à infância, em que assume uma postura notadamente interacionista.

### Vida acadêmica
Em 1899, Wallon é admitido na Escola Normal Superior. Ao longo de sua vida foi sempre muito explícita sua aproximação com a educação. Aos 23 anos, em 1902 formou-se em Filosofia pela Escola Normal Superior, e em 1908 formou-se em Medicina, sendo que de 1908 a 1931 trabalhou com crianças com deficiência intelectual. Seu primeiro trabalho, Délire de persécution. Le délire chronique à base d'interprétation (“Delírio de perseguição. O delírio crônico na base da interpretação”), foi publicado em 1909. Em 1914 serviu durante meses como médico no Exército francês, na frente de combate. O contato com as lesões cerebrais sofridas por ex-combatentes fez com que revisasse os postulados neurológicos que havia desenvolvido no atendimento a crianças com deficiência.
Em 1920, passou a lecionar na Sorbonne, Universidade de Paris. Entre 1920 e 1937, foi encarregado de conferências sobre a Psicologia da Criança na Universidade de Sorbonne e em outras instituições de ensino superior. Em 1925 publica sua tese de doutorado intitulada L'enfant turbulent (“A Criança Turbulenta”), iniciando um período de intensa produção literária na área de Psicologia da Criança. Em 1927, Wallon foi nomeado diretor de estudos da École Pratique des Hautes Etudes (Escola Prática de Estudos Avançados) e criou o Laboratório de Psicobiologia Pediátrica no Centro Nacional de Pesquisa Científica. Até 1931 exerceu a função de médico de instituições psiquiátricas, enquanto consolidava paralelamente seu interesse pela Psicologia da Criança.
Wallon atuou como professor do Collège de France, no Departamento de Psicologia da Infância e Educação, no período que vai de 1937 a 1949. Em 1945 publica seu último livro, Les origines de la pensée chez l'enfant (“As origens do pensamento na criança”).

### Vida política
Além de psicólogo, Henri Wallon foi um grande político. Wallon foi contemporâneo às duas Guerras Mundiais (1914-18 - 1939-45), ao avanço do Fascismo no período entre-guerras, bem como às revoluções socialistas e às guerras para a libertação das colônias na África, que afetaram a Europa, particularmente a França. Ele também assumiu diversos papéis em sua carreira política ao mesmo tempo em que conduzia seus trabalhos científicos.
Wallon foi um destacado ativista marxista. Em 1931, filiou-se ao partido socialita Section Française de l'Internationale Ouvrière (Seção Francesa da Internacional dos Trabalhadores, SFIO). Em 1942 filia-se ao Partido Comunista Francês. Foi nomeado Secretário da Educação Nacional em 1944, e de 1945 a 1946 atua como presidente da comissão de reforma educacional. É neste período que propõe o famoso Plano Langevin-Wallon.
Na Segunda Guerra Mundial foi perseguido pela Gestapo, tendo de viver na clandestinidade. Visitou o Brasil em 1935.
Henri Wallon faleceu no dia 1.º de dezembro de 1962, também em Paris, aos 83 anos.

## Posições Teóricas
A obra de Henri Wallon é perpassada pela ideia de que o processo de aprendizagem é dialético: não é adequado postular verdades absolutas, mas, sim, revitalizar direções e possibilidades.
Uma das consequências desta postura é a crítica às concepções reducionistas: Wallon propõe o estudo da pessoa completa, tanto em relação a seu caráter cognitivo quanto ao caráter afetivo e motor. Para Wallon, a cognição é importante, mas não mais importante que a afetividade ou a motricidade.

### A Influência do Fator Orgânico e a Ênfase no Fator Social
Wallon reconhece que o fator orgânico é a primeira condição para o desenvolvimento do pensamento; ressalta, porém, a importância das influências do meio. O homem, para Wallon, seria o resultado de influências sociais e fisiológicas, de modo que o estudo do psiquismo não pode desconsiderar nem um nem outro aspecto do desenvolvimento humano. Por outro lado, para Wallon as potencialidades psicológicas dependem especialmente do contexto sociocultural. O desenvolvimento do sistema nervoso, então, não seria suficiente para o pleno desenvolvimento das habilidades cognitivas.

### Desenvolvimento do Pensamento
Wallon define que desenvolvimento é o processo pelo qual o indivíduo emerge de um estado de completa imersão social em que não se distingue do meio para um estado em que pode distinguir seus próprios motivos dos motivos oriundos do ambiente. Deste modo, desenvolver-se torna-se-ia sinônimo de identificar-se em oposição ao mundo exterior.
O desenvolvimento ocorreria, para Wallon, por uma sucessão de estágios, à maneira da teoria de Piaget, mas através de um processo assistemático e contínuo, em que a criança oscila entre a afetividade e a inteligência. O desenvolvimento é movido por conflitos, dialeticamente, de maneira análoga à combinação de acomodação, assimilação e equilíbrio na teoria piagetiana. Entretanto, ao contrário de Piaget, Wallon acreditava que o processo não é tão bem delimitado, mas constante, podendo haver, inclusive, regressão: as aquisições de um estágio são irreversíveis, mas o indivíduo pode retornar a atividades anteriores ao estágio. Um estágio não suprime os comportamentos anteriores, mas sim os integra, resultando em um comportamento que é a acumulação das partes.
A teoria de Wallon confronta-se com o Behaviorismo neste ponto. Enquanto um comportamentalista acredita que a aprendizagem é um processo de modelagem onde vários comportamentos são condicionados e posteriormente extintos, Wallon afirma que o comportamento aprendido não é extinto, mas sim integrado ao posterior. Por exemplo, durante a aprendizagem da escrita, a criança primeiro aprende a desenhar algo semelhante a um círculo, para posteriormente "puxar a perninha" e escrever um "a". A análise do comportamento ou comportamentalismo não afirma que a criança que aprende a desenhar o círculo "desaprenda" a faze-lo no futuro, o processo da Modelagem é "conduzir" produzir novos comportamentos, reforçando aquele mais próximo ao  desejado como escrever a letra "a" a partir do círculo inicial (o chamado comportamento base).  Wallon vai mais além e afirma que foi integrado a outros comportamentos ou, para usar um termo mais adequado à teoria walloniana, integrado a outras aprendizagens.

## Campos Funcionais
Para Wallon, a cognição está alicerçada em quatro categorias de atividades cognitivas específicas, às quais dá-se o nome de 'campos funcionais. Os campos funcionais seriam o movimento, a afetividade, a inteligência e a pessoa.

### Movimento
O movimento seria um dos primeiros campos funcionais a se desenvolver, e que serviria de base para o desenvolvimento dos demais.
Os movimentos, enquanto atividades cognitivas, podem estar em duas categorias: movimentos instrumentais e movimentos expressivos. Os movimentos instrumentais são ações executadas para alcançar um objetivo imediato e, em si, não diretamente relacionado com outro indivíduo; este seria o caso de ações como andar, pegar objetos, mastigar etc. Já os movimentos expressivos têm uma função comunicativa intrínseca, estando usualmente associados a outros indivíduos ou sendo usados para uma estruturação do pensamento do próprio movimentador. Falar, gesticular, sorrir seriam exemplos de movimentos expressivos.
Wallon dá especial ênfase ao movimento como campo funcional porque acredita que o movimento tem grande importância na atividade de estruturação do pensamento no período anterior à aquisição da linguagem.

### Afetividade
A afetividade, por sua vez, seria a primeira forma de interação com o meio ambiente e a motivação primeira do movimento.
À medida que o movimento proporciona experiências à criança, ela vai respondendo através de emoções, diferenciando-se, para si mesma, do ambiente. A afetividade é o elemento mediador das relações sociais primordial, portanto, dado que separa a criança do ambiente.
As emoções são, também, a base do desenvolvimento do terceiro campo funcional, a inteligência.

### Inteligência
Na obra de Wallon, inteligência tem um significado bem específico, estando diretamente relacionada com duas importantes atividades cognitivas humanas: o raciocínio simbólico e a linguagem. À medida que a criança vai aprendendo a pensar nas coisas fora de sua presença, o raciocínio simbólico e o poder de abstração vão sendo desenvolvidos. Ao mesmo tempo, e relacionadamente, as habilidades linguísticas vão surgindo no indivíduo, potencializando sua capacidade de abstração.

### Pessoa
Wallon dá o nome de pessoa ao campo funcional que coordena os demais. Seria este também o campo funcional responsável pelo desenvolvimento da consciência e da identidade do eu.
As relações entre estes três campos funcionais não são harmônicas, de modo que constantemente surgem conflitos entre eles. A pessoa, como campo funcional, cumpre um papel integrador importante, mas não absoluto. A cognição desenvolve-se de maneira dialética, em um constante processo de tese, antítese e síntese entre os campos funcionais.

## Estágios de Desenvolvimento
Assim como na teoria piagetiana, a teoria de Wallon também propõe uma série de estágios do desenvolvimento mas, diferentemente daquele, não se limitando ao aspecto cognitivo[carece de fontes?]. Além disso, Wallon é bem mais flexível na análise dos estágios: ao contrário de Piaget, Wallon não acredita que os estágios de desenvolvimento formem uma sequência linear e fixa, ou que um estágio suprima o outro. Para Wallon, o estágio posterior amplia e reforma os anteriores.
O desenvolvimento não seria, na obra walloniana, um fenômeno suave e contínuo; pelo contrário, o desenvolvimento seria permeado de conflitos internos e externos. Wallon deixa claro que é natural que, no desenvolvimento, ocorram rupturas, retrocessos e reviravoltas, o que para Piaget e os comportamentalistas parece algo improvável. Os conflitos, mesmo os que resultem em retorno a estágios anteriores, são fenômenos interentemente dinamogênicos, geradores de evolução.
Wallon afirma que os estágios se sucedem de maneira que momentos predominantemente afetivos sejam sucedidos por momentos predominantemente cognitivos. Usualmente, períodos predominantemente afetivos ocorrem em períodos focados na construção do eu, enquanto estágios com predominância cognitiva estão mais direcionados à construção do real e compreensão do mundo físico. Este ciclo não é encerrado, mas perdura pela vida toda, uma vez que a emoção sobrepõe-se à razão quando o indivíduo se depara com o desconhecido. Deste modo, afetividade e cognição não são estanques e se revezam na dominância dos estágios.

### Estágio impulsivo-emocional
Do nascimento até aproximadamente o primeiro ano de vida, a criança passa por uma fase denominada estágio impulsivo-emocional. É um estágio predominantemente afetivo, onde as emoções são o principal instrumento de interação com o meio. A relação com o ambiente desenvolve, na criança, sentimentos intracenptivos e fatores afetivos.
O movimento, como campo funcional, ainda não está desenvolvido, a criança não possui perícia motora. Os movimentos infantis são um tanto quanto desorientados, mas a contínua resposta do ambiente ao movimento infantil permite que a criança passe da desordem gestual às emoções diferenciadas. Essa é fase do desenvolvimento psicomotor que possui maior participação de elementos do arco-reflexos.

### Estágio sensório-motor e projetivo
Dos três meses de idade até aproximadamente o terceiro ano de vida, a criança passa pelo estágio sensório-motor e projetivo. É uma fase onde a inteligência predomina e o mundo externo prevalece nos fenômenos cognitivos. A inteligência, nesse período, é tradicionalmente particionada entre inteligência prática, obtida pela interação de objetos com o próprio corpo, e inteligência discursiva, adquirida pela imitação e apropriação da linguagem. Os pensamentos, nesse estágio, muito comumente se projetam em atos motores.

### Estágio do personalismo
Ao estágio sensório-motor e projetivo sucede um momento com predominância afetiva sobre o indivíduo: o estágio do personalismo. Este estágio, que se estende aproximadamente dos três aos seis anos de idade, é um período crucial para a formação da personalidade do indivíduo e da auto-consciência. Uma consequência do caráter auto-afirmativo deste estágio é a crise negativista: a criança opõe-se sistematicamente ao adulto. Por outro lado, também se verifica uma fase de imitação motora e social.

### Estágio categorial
O estágio do personalismo é sucedido por um período de acentuada predominância da inteligência sobre as emoções. Neste estágio, usualmente chamado estágio categorial, a criança começa a desenvolver as capacidades de memória e atenção voluntárias. Este estágio geralmente manifesta-se entre os seis e os onze anos de idade.
É neste estágio que se formam as categorias mentais: conceitos abstratos que abarcam vários conceitos concretos sem se prender a nenhum deles. Nesta fase, por exemplo, uma criança que antes associasse o conceito de "triângulo" a triângulos equiláteros (porque este tenha sido apresentado como um exemplo de triângulo) adquirirá a habilidade de compreender que mesmo "formatos" diferentes—triângulos isósceles e escalenos—também são abarcados pelo conceito de "triângulo".
No estágio categorial, o poder de abstração da mente da criança é consideravelmente amplificado. Provavelmente por isto mesmo, é nesse estágio que o raciocínio simbólico se consolida como ferramenta cognitiva..

### Estágio da adolescência
Mais ou menos a partir dos onze, doze anos, a criança começa a passar pelas transformações físicas e psicológicas da adolescência. Este é um estágio caracterizadamente afetivo, onde o indivíduo passa por uma série de conflitos internos e externos. Os grandes marcos desse estágio são a busca de auto-afirmação e o desenvolvimento da sexualidade.
Os estágios de desenvolvimento não se encerram com a adolescência. Em verdade, para Wallon o processo de aprendizagem sempre implica na passagem por um novo estágio. O indivíduo, ante algo em relação ao qual tem imperícia, sofre manifestações afetivas que levarão a um processo de adaptação. O resultado será a aquisição de perícia pelo indivíduo. O processo dialético de desenvolvimento jamais se encerra.